# XULRunner
XULRunner è un prodotto obsoleto di Mozilla che serve come ambiente runtime per le applicazioni XML User Interface Language (XUL) e X-JavaScript e API-Mozilla.
Tutte le applicazioni basate su XUL, XulApp, come Firefox, e Thunderbird e altre sono in grado di girare sul XULRunner. Dalla versione di Firefox 3, XULRunner è diventato un compontente integrato e non separabile.
Mozilla ha smesso di supportare lo sviluppo di XULRunner nel luglio 2015.

## Caratteristiche
Per far partire un programma è sufficiente lanciare xulrunner con il percorso del file .ini dell'applicazione XUL come argomento. Questo file definisce alcune variabili importanti, come la versione minima e massima di XULRunner necessaria per far partire il programma. È anche possibile lanciare un'applicazione web remota.
Per semplificare l'esecuzione e configurazione per applicazioni RIA è stato ideato Prism dalla stessa Mozilla.
Il videogioco Simon the Sorcerer 4: Chaos Happens della serie di videogiochi Simon the Sorcerer usa il runtime XULRunner.